# Bataille de Mouqdadiyah
Seconde guerre civile irakienne
La bataille de Mouqdadiyah a lieu lors de la seconde guerre civile irakienne. 

## Déroulement
Le 23 janvier 2015, une bataille s'engage pour le contrôle de la ville de Mouqdadiyah, située au nord-est de Bakouba dans la province de Diyala. Le 26 janvier, après quatre jours de combats, les forces irakiennes sont victorieuses et chassent les djihadistes de la ville et des villages environnants. 
Selon le général irakien Abdelamir Al-Zaïdi, les pertes des forces gouvernementales sont de 58 morts et 248 blessés tandis que plus de 50 djihadistes ont été tués dans les combats. Il affirme également qu'après cette victoire, les forces irakiennes ont repris le contrôle total de la province.